# Harald Fritzsche
Harald Fritzsche (Neustadt an der Orla, 10 settembre 1937 – Jena, 22 maggio 2008) è stato un calciatore tedesco orientale dal 1990 tedesco, di ruolo portiere.